# William Togui
William Mel Togui (Lakota, 7 de agosto de 1996) es un futbolista costamarfileño que juega como delantero en el APR F. C. de Ruanda. Es internacional con Costa de Marfil.

## Trayectoria

### Clubes
Habiendo jugado en el Difaa El Jadida marroquí y procedente del SC Gagnoa, donde marcó 18 goles en 24 partidos, el KV Mechelen lo fichó hasta 2024.
En el mercado de invierno de la temporada 2020-21 el club belga lo cedió al Espérance Sportive de Tunis con una opción de compra.
A inicios de la temporada 2021-22 vuelve a ser cedido al RWD Molenbeek, equipo del Challenger Pro League por una temporada. Marcó cinco goles y dio una asistencia en 28 partidos
La temporada 2022-23, el club intentó buscar una salida vendiendo al jugador, pero finalmente fue cedido al Hapoel Jerusalem FC.

### Selección nacional
Ha sido internacional con la selección de Costa de Marfil en 5 ocasiones. 

## Palmarés

### Títulos nacionales
| Título                               | Club               | País    | Año  |
| ------------------------------------ | ------------------ | ------- | ---- |
| Copa de Bélgica                      | K. V. Mechelen     | Bélgica | 2019 |
| Championnat de Ligue Profesionelle 1 | Espérance de Tunis | Túnez   | 2021 |